# Parigi-Bruxelles 1981
La Parigi-Bruxelles 1981, sessantunesima edizione della corsa, si svolse il 23 settembre 1981 su un percorso di 286 km, con partenza da Senlis e arrivo a Sint-Genesius-Rode. Fu vinta dal belga Roger De Vlaeminck della DAF Trucks-Cote d'Or davanti all'olandese Jan Raas e al belga Jan Bogaert.

## Ordine d'arrivo (Top 10)
| Pos. | Corridore           | Squadra                     | Tempo    |
| ---- | ------------------- | --------------------------- | -------- |
| 1    | Roger De Vlaeminck  | DAF Trucks-Cote d'Or        | 7h00'00" |
| 2    | Jan Raas            | Ti-Raleigh-Creda            | s.t.     |
| 3    | Jan Bogaert         | Vermeer-Thijs               | s.t.     |
| 4    | Rudy Pevenage       | Capri Sonne                 | s.t.     |
| 5    | Jos Jacobs          | Capri Sonne                 | s.t.     |
| 6    | Patrick Bonnet      | Renault-Elf                 | s.t.     |
| 7    | Fons De Wolf        | Vermeer-Thijs               | s.t.     |
| 8    | Eddy Planckaert     | Splendor-Wickes-Europ Decor | s.t.     |
| 9    | Pierino Gavazzi     | Magniflex-Olmo              | s.t.     |
| 10   | Ferdi Van den Haute | La Redoute-Motobecane       | s.t.     |